# Euzona
Euzona is een geslacht van kevers uit de familie van de loopkevers (Carabidae). De wetenschappelijke naam van het geslacht is voor het eerst geldig gepubliceerd in 1963 door Rivalier.

## Soorten
Het geslacht Euzona omvat de volgende soorten:
- Euzona aeneodorsis Sloane, 1917
- Euzona albolineata Macleay, 1888
- Euzona aurita Sloane, 1904
- Euzona cyanonota Sumlin, 1997
- Euzona gilesi Sloane, 1914
- Euzona levitetragramma Freitag, 1979
- Euzona tetragramma Boisduval, 1835
- Euzona trivittata Macleay, 1888